# Marien rijk Arctica
Het Marien rijk Arctica (Engels: Arctic) is een biogeografisch rijk en ligt in de Noordelijke IJszee, het noorden van de Atlantische Oceaan en het uiterste noorden van de Grote Oceaan. Het marien rijk is vastgesteld door het World Wide Fund for Nature en The Nature Conservancy.
Naar het zuiden liggen het marien rijk Gematigde Noordelijke Atlantische Oceaan en het marien rijk Gematigde Noordelijke Stille Oceaan.

## Geografie
De mariene provincie ligt in de Noordelijke IJszee, de Labradorzee en een deel van de Beringzee.

## Biogeografie
Het gebied kent zeeleven dat houdt van arctische temperaturen.

## Mariene ecoregio's
Het mariene rijk is niet opgedeeld in mariene provincies, maar bestaat uit 19 mariene ecoregio's:
- Mariene ecoregio Noordelijk Groenland (1)
- Mariene ecoregio Noordelijk en Oostelijk IJsland (2)
- Mariene ecoregio Oostelijk Groenlands Plat (3)
- Mariene ecoregio Westelijk Groenlands Plat (4)
- Mariene ecoregio Noordelijke Grand Banks-Zuidelijk Labrador (5)
- Mariene ecoregio Noordelijk Labrador (6)
- Mariene ecoregio Baffinbaai-Straat Davis (7)
- Mariene ecoregio Hudson Complex (8)
- Mariene ecoregio Lancasterzeestraat (9)
- Mariene ecoregio Hoge Arctische Archipel (10)
- Mariene ecoregio Beaufort-Amundsen-Viscount Melville-Koningin Maud (11)
- Mariene ecoregio Beaufortzee - continentale kust en plat (12)
- Mariene ecoregio Tsjoektsjenzee (13)
- Mariene ecoregio Oostelijke Beringzee (14)
- Mariene ecoregio Oost-Siberische Zee (15)
- Mariene ecoregio Laptevzee (16)
- Mariene ecoregio Karazee (17)
- Mariene ecoregio Noordelijke en Oostelijke Barentszzee (18)
- Mariene ecoregio Witte Zee (19)